# Litchfield, Michigan
Litchfield är en ort i Hillsdale County i Michigan i USA. Vid 2020 års folkräkning hade Litchfield 1 399 invånare.